# Episodi di Ghost Whisperer - Presenze (quarta stagione)
La quarta stagione della serie televisiva Ghost Whisperer - Presenze è stata trasmessa negli Stati Uniti dal 3 ottobre 2008 al 15 maggio 2009, mentre in Italia è stata trasmessa in prima visione dall'11 marzo 2009 al 12 agosto 2009 sul canale satellitare Fox Life; in chiaro è andata in onda dal 17 giugno 2010 su Rai 2 con un doppio episodio (con l'eccezione del primo preceduto dalla replica dell'ultimo della stagione precedente) il giovedì fino all'8 luglio 2010, appuntamento speciale anche il 7 luglio 2010 e dal 14 luglio 2010 la serie è proseguita al mercoledì sempre con due episodi.
I dati relativi allo share e agli spettatori sono riferiti alla prima trasmissione in chiaro in Italia.
| nº | Titolo originale              | Titolo italiano          | Prima TV USA     | Prima TV Italia |
| -- | ----------------------------- | ------------------------ | ---------------- | --------------- |
| 1  | Firestarter                   | L'incendiaria            | 3 ottobre 2008   | 11 marzo 2009   |
| 2  | Big Chills                    | Compagni di scuola       | 10 ottobre 2008  | 11 marzo 2009   |
| 3  | Ghost in the Machine          | Il fantasma avatar       | 17 ottobre 2008  | 18 marzo 2009   |
| 4  | Save Our Souls                | La nave dei fantasmi     | 24 ottobre 2008  | 18 marzo 2009   |
| 5  | Bloodline                     | Vite scambiate           | 31 ottobre 2008  | 25 marzo 2009   |
| 6  | Imaginary Friends and Enemies | Un amico di vecchia data | 7 novembre 2008  | 25 marzo 2009   |
| 7  | Threshold                     | Amore eterno             | 14 novembre 2008 | 1º aprile 2009  |
| 8  | Heart & Soul                  | Ritrovare se stessi      | 21 novembre 2008 | 1º aprile 2009  |
| 9  | Pieces of You                 | Il pozzo dei desideri    | 28 novembre 2008 | 8 aprile 2009   |
| 10 | Ball and Chain                | La sindrome di Stoccolma | 5 dicembre 2008  | 8 aprile 2009   |
| 11 | Life on the Line              | Senso di colpa           | 9 gennaio 2009   | 1º luglio 2009  |
| 12 | This Joint's Haunted          | Un fantasma dal passato  | 16 gennaio 2009  | 1º luglio 2009  |
| 13 | Body of Water                 | Spiriti del lago         | 23 gennaio 2009  | 8 luglio 2009   |
| 14 | Slow Burn                     | Il fuoco della vergogna  | 6 febbraio 2009  | 8 luglio 2009   |
| 15 | Greek Tragedy                 | La confraternita         | 13 febbraio 2009 | 15 luglio 2009  |
| 16 | Ghost Busted                  | L'acchiappafantasmi      | 27 febbraio 2009 | 15 luglio 2009  |
| 17 | Delusions of Grandview        | Illusioni a Grandview    | 6 marzo 2009     | 22 luglio 2009  |
| 18 | Leap of Faith                 | Atto di fede             | 13 marzo 2009    | 22 luglio 2009  |
| 19 | Thrilled to Death             | Emozioni mortali         | 10 aprile 2009   | 29 luglio 2009  |
| 20 | Stage Fright                  | Destini incrociati       | 24 aprile 2009   | 29 luglio 2009  |
| 21 | Cursed                        | Casa di bambole          | 1º maggio 2009   | 5 agosto 2009   |
| 22 | Endless Love                  | Amore senza fine         | 8 maggio 2009    | 5 agosto 2009   |
| 23 | Book of Changes               | Il libro dei cambiamenti | 15 maggio 2009   | 12 agosto 2009  |

## L'incendiaria
- Titolo originale: Firestarter
- Diretto da: John Gray
- Scritto da: P.K. Simonds

### Trama
Uno psichiatra sopravvive a un incendio nel suo ufficio e quando Melinda e Jim vanno all'ospedale per fargli visita, lo vedono parlare con una donna che Melinda realizza essere un fantasma. Dopo aver parlato con lui, Melinda scopre che quest'uomo è in grado di sentire i fantasmi, ma non di vederli. Melinda fa visita al giovane compagno di stanza della donna fantasma e scopre alcuni fatti interessanti circa quello che le ha detto l'uomo ferito e più importante ancora, che non le ha detto. Rick parte per una missione in Himalaya.
- Ascolti Italia: telespettatori 2 336 000 – share 9,93%
- [1]Guest Star Alona Tal (Fiona)

## Compagni di scuola
- Titolo originale: Big Chills
- Diretto da: Peter Werner
- Scritto da: Laurie McCarthy

### Trama
Grace, Ryan e Lucas sono vecchi compagni di liceo di Melinda, che si ritrovano dopo molti anni in occasione del funerale di quest'ultimo. È stata Grace che, ricordandosi delle capacità di Melinda, l'ha invitata per poterle richiede aiuto: la ragazza ha trovato per prima il corpo dell'amico, morto per overdose, ed è perseguitata da visioni di sangue, così come Ryan. I tre vecchi amici nascondono però un segreto comune, che si portano dietro da anni, e solamente affrontandolo Grace e Ryan potranno liberarsi dei loro fantasmi.
- Ascolti Italia: telespettatori 2 890 000 – share 12,92%[2]

## Il fantasma avatar
- Titolo originale: Ghost in the Machine
- Diretto da: Steven Robman
- Scritto da: Jeannine Renshaw

### Trama
Melinda si trova di fronte a un fantasma uscito direttamente da un social network, sotto forma di avatar di nome Phoenix. Forse è un giocatore morto per overdose da gioco e non è chiaro il perché continui a vivere nel mondo virtuale. Melinda deve calarsi direttamente in questa realtà per comprendere chi si nasconde dietro Phoenix e quali sono le sue reali intenzioni.
- Ascolti Italia: telespettatori 2 929 000 – share 13,33%[2]

## La nave dei fantasmi
- Titolo originale: Save Our Souls
- Diretto da: Gloria Muzio
- Scritto da: Mark B. Perry

### Trama
Melinda e Jim decidono di prendersi una breve vacanza su una nave da crociera, la Cleridon. In realtà, il proprietario della nave ha deciso di metterla all'asta, dunque il viaggio che quella nave sta per compiere è l'ultimo. Nel corso della traversata, Melinda scopre che la nave è infestata dai fantasmi, ma, in particolare, ce n'è uno che perseguita tutti gli ospiti della stanza 118. Altro non è se non la ex fidanzata del proprietario della nave, morta a insaputa dell'amato, mentre cercava di ricongiungersi a lui, per evitare il distacco definitivo dovuto al fatto che i due abitassero in Paesi diversi. Melinda riesce a mettere in contatto i due e a chiarire le vicende relative alla morte della donna, che finalmente troverà pace, assieme a tutte le altre anime della nave; inoltre la nave non verrà venduta all'asta ma adibita a museo navale.
- Ascolti Italia: telespettatori 2 348 000 – share 11,16%[3]

## Vite scambiate
- Titolo originale: Bloodlines
- Diretto da: Ian Sander
- Scritto da: Melissa Blake e Joy Blake

### Trama
Una ragazza, Diana, muore dopo una partita di tennis e dopo aver rivisto la sua più cara amica d'infanzia, Olivia, con la quale non aveva più contatti da anni. In ospedale, un'infermiera sente il nome di Diana e ricorda un fatto accaduto poco dopo la sua nascita. Il fatto che la donna controlli la cartella clinica insospettisce il fantasma della ragazza, che la segue e inizia a perseguitarla. Intanto Olivia, che vuole stare vicino alla mamma della sua amica, viene ostacolata da sua madre. Grazie all'aiuto del fantasma, Olivia ritrova le lettere che la sua amica le aveva mandato negli anni e che sua madre le teneva nascoste. Melinda scopre dall'infermiera che le due ragazze sono state scambiate alla nascita per la negligenza di una caposala, e aiuta le famiglie a rivelarlo a Olivia permettendo così a Diana di entrare nella luce.
- Ascolti Italia: telespettatori 2 819 000 – share 13,53%[3]

## Un amico di vecchia data
- Titolo originale: Imaginary Friends and Enemies
- Diretto da: Eric Laneuville
- Scritto da: Vivian Lee

### Trama
Melinda e Jim sono invitati al matrimonio di Trisha, una vecchia amica di Jim, nella casa sul lago di lei. La donna sta per sposarsi con Hunter, un uomo misterioso che non piace alla figlia di Trisha, la piccola Nathalie. Nella casa sul lago, la bambina vede il fantasma di Owen, un bambino con tutori alle gambe che le lascia degli indizi per la madre. Owen infatti, prima di morire, da bambino era stato amico di Trisha, e ora vuole lasciarle un messaggio che la salverà. Con l'aiuto di Melinda e del detective Carl Neely, Trisha riesce a comunicare con Owen. Il bambino rivela a Trisha che il suo futuro marito Hunter altri non è che un truffatore, che le ha mentito persino sulla sua identità. Trisha decide di non sposarsi con un uomo del genere. Annullate le nozze, Trisha e sua figlia Nathalie lasciano immediatamente la casa sul lago. Jim ritorna alla casa sul lago per prendere delle cose su richiesta di Trisha e mentre piega le sedie della cerimonia nota una luce in casa. Ci entra e trova Hunter ubriaco, che dopo essere stato smascherato è furioso e minaccia Jim con un fucile. Melinda, avvertita da Owen, si precipita alla casa col detective Neely, dove scopre che è iniziata una colluttazione tra i due. Neely dall'esterno spara per fermare Hunter, ma colpisce invece Jim alla spalla. Non è una ferita grave e sembra che l'operazione cui Jim viene sottoposto sia andata a buon fine. Melinda si addormenta al suo capezzale, ma viene svegliata dal fantasma del marito che le chiede di guardarlo e ricordarlo così per sempre: a causa di un'embolia cardiaca, infatti, Jim muore lasciando Melinda distrutta dal dolore.
- Ascolti Italia: telespettatori 2 220 000 – share 9,19%[4]

## Amore eterno
- Titolo originale: Threshold
- Diretto da: John Gray
- Scritto da: John Gray

### Trama
Jim Clancy è morto per una tragica fatalità e sta per passare oltre con l'aiuto di suo fratello che lo sta aspettando, ma non ci riesce. Infatti, l'uomo preferisce restare sulla Terra per essere vicino a sua moglie Melinda di cui sente l'immenso dolore per la sua scomparsa. Jim vorrebbe aiutarla, ma Melinda non riesce più a vederlo né sentirlo perché il dolore offusca il suo dono di parlare con gli spiriti. Melinda non riesce a sentire nemmeno il fantasma di una ragazza in vestaglia che cerca invano di contattarla. Jim si rivolge a Eli, con l'aiuto del quale riesce a far sì che Melinda lo veda di nuovo e aiuti anche l'altro fantasma. Caitlin, la ragazza fantasma, era la figlia anoressica del detective Carl Neely, che vuole dire al padre di non sentirsi in colpa per la sua morte. Melinda aiuta padre e figlia a riconciliarsi in modo che quest'ultima passi oltre. Anche Jim dovrebbe farlo, ma si rifiuta ancora per restare accanto a Melinda. Infatti, assiste per caso a un incidente dove vede un ragazzo perdere la vita e il suo spirito passare immediatamente oltre; allora entra nel corpo del ragazzo davanti allo sguardo incredulo di Melinda. La donna subito accorre per salutare il ritrovato marito, ma Jim, nel nuovo corpo, non la riconosce.
- Ascolti Italia: telespettatori 2 559 000 – share 12,64%[5]

## Ritrovare se stessi
- Titolo originale: Heart & Soul
- Diretto da: Ian Sander
- Scritto da: Mark B. Perry e P.K. Simonds

### Trama
Jim, al risveglio all'ospedale, si ritrova nel corpo del ragazzo morto nell'incidente, senza però ricordarsi niente, né della sua vita precedente, né di quella del corpo che lo ospita. Si tratta di Sam Lucas, un giovane architetto: Melinda si spaccia per una sua cliente per poterlo visitare quotidianamente in ospedale. Nel frattempo un fantasma fa la sua comparsa, e prende a visitare sempre più minacciosamente Melinda: è l'anima della persona che ha causato l'incidente in cui è morto Sam, e che accusa lei e Jim di aver rubato un corpo che non appartiene loro. La situazione si complica ulteriormente quando la famiglia di Sam viene a sapere dell'incidente e, una volta dimesso dell'ospedale, si prendono cura del giovane, impedendo a Melinda di interferire e cercando di far riemergere in lui i ricordi del passato. È a questo punto che Sam, per sfuggire alle pressioni dei genitori, si mette in contatto con Melinda, l'unica persona che la quale si sente a suo agio. Lei gli offrirà di ospitarlo nel garage in cambio di alcuni lavori manuali in casa, e alla fine Sam/Jim accetterà, anche con la speranza di poter recuperare la sua memoria; anche il fantasma che tormentava Melinda accetta la situazione e passa oltre: dopo aver aiutato così tante anime, stavolta è stata lei ad aver ricevuto un insperato soccorso per poter avere una seconda possibilità.
- Ascolti Italia: telespettatori 3 020 000 – share 15,22%[5]

## Il pozzo dei desideri
- Titolo originale: Pieces of You
- Diretto da: James Chressanthis
- Scritto da: Laurie McCarthy

### Trama
Sam, ormai senza più conoscenze di architettura, si dedica a lavori manuali: durante dei lavori in un cantiere recupera alcuni oggetti per Melinda, fra i quali alcune pietre provenienti da un pozzo dei desideri, al quale è legata l'anima di una bambina che vi è annegata. Alcuni frammenti della vita di Jim cominciano intanto a riemergere: si tratta di un flash dello sparo che lo uccise, e del dolore alla spalla causato dal proiettile. 
Ma assieme a essi, anche parte della vita di Sam riemerge: si tratta di un anello di matrimonio comprato appena un mese prima.
- Ascolti Italia: telespettatori 2 446 000 – share 12,78%[6]

## La sindrome di Stoccolma
- Titolo originale: Ball and Chain
- Diretto da: Eric Laneuville
- Scritto da: Christina M. Kim e Jeannine Renshaw

### Trama
Delia e Melinda si imbattono al mercato nell'anima di Tammie, una giovane donna ansiosa di tornare dal marito, Roger, il quale si è nel frattempo risposato dopo essere stato abbandonato da lei. I pezzi del puzzle cominciano a non tornare più quando Tammie menziona i propri figli, che però non ha mai avuto da Roger. Si tratta infatti dei figli che la donna ha avuto da un uomo di nome Thomas, che si scopre essere il primo marito. Tammie (che allora si chiamava Sarah) era stata rapita da Roger, e da lui tenuta in ostaggio con la minaccia costante di far del male alla sua vera famiglia. Imprigionata e costretta a fare la parte della moglie perfetta, viene narcotizzata e uccisa quando Roger si rende conto che sta cominciando a perdere il controllo sulla donna; l'uomo provvede poi a sostituirla con Elizabeth, anche lei stappata con la forza e le minacce dalla propria famiglia 
L'intervento di Melinda sarà decisivo per liberare Elizabeth e restituire la pace al fantasma di Tammie e alla sua famiglia.
- Ascolti Italia: telespettatori 2 827 000 – share 14,85%[6]

## Senso di colpa
- Titolo originale: Life on the Line
- Diretto da: Kim Moses
- Scritto da: Melissa Blake e Joy Blake

### Trama
Melinda si occupa di un fantasma che occupa una casa venduta da Delia, morto durante un incidente in giardino: il ragazzo si aggrappava al sedile mentre il fratello maggiore falciava il prato. Ned incontra Jim-Sam in un caffè, scoprendolo a ricordare la password del suo account di posta elettronica. Delia, va a recuperare dei documenti nella casa, trovando il fratello maggiore del fantasma che viene arrestato per vandalismo e violazione di proprietà privata; la mattina Jim-Sam si reca alla casa per riparare una finestra, soccorrendo il fratello dopo un atto suicida, Melinda arriva e trova Jim che le chiede di andare a prendere l'occorrente per una steccatura. Melinda ricompone la famiglia scoprendo che il ragazzo è morto mentre il fratello guidava la falciatrice, il fantasma passa oltre perdonando il fratello. L'episodio si conclude con Jim-Sam che spiega a Melinda la decisione di cercare la sua ragazza per scoprire di più sulla sua vita precedente.
- Altri interpreti: Kyle Secor, Dariush Kashani, Kenneth Mitchell, Wyatt Smith, Ryan Kelley, Sharon Lawrence
- Ascolti Italia: telespettatori 2 420 000 – share 12,60%[7]

## Un fantasma dal passato
- Titolo originale: This Joint's Haunted
- Diretto da: Mark Rosman
- Scritto da: Mark B. Perry

### Trama
Il fantasma di una ragazza, che andava a scuola con Delia ed era una sua cara amica, torna a casa della donna portandole solo guai e mettendo zizzania tra Delia e suo figlio, Ned. Il fantasma della ragazza tenta più volte di far in modo che Ned disobbedisca ai divieti della madre, ad esempio lo invita a scappare di casa, nonostante sia in punizione, per andare a una festa.
Intanto Jim-Sam decide di partire per ritrovare Nicole per scoprire, e magari ricordare, la sua vita precedente. Melinda, però, per non lasciarlo solo, decide di accompagnarlo, fingendo di aver acquistato mobili nel paese dove Jim-Sam si sta recando. Arrivati alla casa di Nicole, l'uomo non la trova e scopre che è partita il giorno dopo la sua scomparsa; la vecchia convivente di Nicole, però, le dà il suo nuovo numero di telefono. Jim-Sam le lascia molti messaggi in segreteria, spiegandole di aver avuto un incidente e di aver perso la memoria, ma lei non risponde. Dopo ciò, Melinda lo porta in un ristorante messicano, dove Jim-Sam ha una lite con un uomo a causa di un fantasma di Melinda e si fermano a un ospedale per curare Jim-Sam. Quando arrivano, però, lui ha una visione dove ricorda la notte in cui il marito di Melinda venne colpito da un proiettile e portato in quell'ospedale e tutto ciò gli sembra impossibile, anche se Melinda capisce che pian pian il suo Jim sta ritornando.
Nel frattempo, a casa di Delia arriva Eli James che con la sua capacità fa chiarire la situazione tra Delia, Ned e la ragazza fantasma, che faceva ciò solo per voler rafforzare il rapporto tra mamma e figlio e finalmente passa oltre.
Infine, quando Jim-Sam e Melinda ritornano a Grandview, lui le propone un appuntamento, chiedendo di lasciarsi il passato alle spalle, ma proprio in quel momento arriva Nicole, la vecchia ragazza di Sam, che si rende conto che lui ha realmente perso la memoria.
- Ascolti Italia: telespettatori 2 837 000 – share 14,91%[7]

## Spiriti del lago
- Titolo originale: Body of Water
- Diretto da: Jennifer Love Hewitt
- Scritto da: P.K. Simonds e Laurie McCarthy

### Trama
L'episodio si apre con Melinda e Delia, sedute a un tavolo a rimuginare sulla situazione di Sam e Nicole: la presenza della ex ragazza di lui è avvertita con un certo disagio dalle due amiche, tanto più quando questa chiede di potersi stabilire in casa qualche giorno, così da poter stare più vicina a Sam; Melinda, non sapendo dir di no, non può che fare buon viso a cattivo gioco.
Quella sera, in un laghetto nei pressi di Grandview, la goliardica nuotata notturna di una studentessa rischia di trasformarsi in tragedia quando questa, dopo aver raggiunto il centro dello specchio d'acqua, viene afferrata per una caviglia da una mano e trascinata sott'acqua; riuscita a divincolarsi, si precipita a riva, dove i suoi amici la soccorrono.
Eli e Melinda, il giorno successivo, raccogliendo le confidenze della studentessa, Paula, che è appunto un'allieva di Eli, scoprono che il lago in effetti nasconde delle presenze.
Il lago viene dragato e si scoprono numerosi cadaveri in avanzato stato di decomposizione. Dopo alcune indagini, si scopre che si trattava di persone legate da un solo elemento comune: il desiderio, espresso in vita, che venissero cremati i propri resti una volta defunti. L'impresa di pompe funebri a cui si erano rivolti i familiari tuttavia versava in gravi difficoltà e, quando il forno crematorio si era rotto, non vi erano i fondi per le riparazioni necessarie: il signor Sessick, titolare dell'azienda, aveva quindi deciso di disfarsi dei corpi gettandoli nel lago.
Quando Melinda va a visitare l'anziano titolare, lo trova molto malato e circondato dalle anime rabbiose con lui per averle tradite nelle ultime volontà, vedendo il proprio corpo gettato nell'acqua a decomporsi; il loro aspetto è fonte adesso di profonda vergogna, per questo non riescono a passare oltre. Anche Sessick avverte il profondo rancore che proviene dall'aldilà, ma le parole di Melinda lo confortano e, quando poche ore dopo spirerà, lo farà sereno, o almeno così credeva: anche lui, come le anime dei suoi defunti, prova in fondo al cuore una profonda vergogna e per questo non riesce a passare oltre. Avendo arrecato troppo dolore agli altri, è profondamente tormentato e andrà nella luce solo quando avrà rimediato ai propri errori e potrà sentirsi in pace con sé stesso.
A quel giorno non manca poi molto: è una veglia funebre organizzata da Paula e da sua madre a restituire a tutte le anime del lago la propria dignità e un ricordo che rispecchia la vita passata. Il lago viene liberato da ogni presenza, e passano oltre anche altri spiriti, come la donna vestita di bianco che aveva annunciato a Melinda la morte di un caro; anche lei, come Sessick, era trattenuta dal bisogno di aiutare altre anime.
Parallela corre la vicenda di Sam e Nicole: la ragazza capisce che dietro all'ospitalità di Melinda si nasconde un reale interesse per il giovane, ed è pronta a dare battaglia, specialmente adesso che ha scoperto in Sam un uomo maturo e stabile, come mai era successo nella vita passata. Anche Sam è deciso a continuare la conoscenza di Nicole. Melinda, prova disperatamente a fargli cambiare idea: lui può aspirare a qualcosa di più che rimettere semplicemente insieme i pezzi di una vita che non sente neppure sua.
Arriva il mattino della partenza di Nicole: questa ringrazia Melinda per la sua ospitalità, e anche perché avverte che il cambiamento di Sam, da pusillanime a uomo, è in qualche modo merito di Melinda. Lei ricambia, augurando la felicità a Sam e Nicole per la loro vita insieme. Sam attende Nicole in piedi, accanto all'auto, ma quando quest'ultima sale a bordo, parte da sola: Sam-Jim ha scelto Melinda.
- Altri interpreti: David Clennon (Carl, l'osservatore), Arye Gross, Jessica Tuck, April Grace, Emma Bell, Kenneth Mitchell, Teri Polo.

- Ascolti Italia: telespettatori 1 558 000 – share 8,34%[8]

## Il fuoco della vergogna
- Titolo originale: Slow Burn
- Diretto da: Steven Robman
- Scritto da: Jeannine Renshaw

### Trama
Il primo appuntamento di Jim-Sam e Melinda è a una festa alla scuola di Ned, dove, insieme a Delia, fanno da supervisori. L'atmosfera spensierata viene interrotta dal diverbio fra una giovane coppia: Tim, un amico di lei, accorre per togliere la ragazza - Christie - dai guai. Alla festa appare anche un fantasma: è la madre di Christie, che nonostante l'intervento, non approva affatto che Tim possa frequentare la figlia. È in effetti un ragazzo con problemi di giustizia alle spalle, ma il quadro su di lui si complica quando si viene a sapere che la madre di Christie, un avvocato di successo, aveva cercato di dargli un'opportunità facendolo lavorare nel suo staff. Di più: l'attaccamento che in vita la donna ha dimostrato al giovane, aveva fatto sospettare molti di una relazione fra i due - il fantasma della donna cercherebbe di allontanare Tim da Christie per una questione di gelosia.
Ma la verità che emerge di lì a breve è tutt'altra: Tim è il figlio che la donna ha avuto in giovane età, e che ha dato in affidamento per non sacrificare la propria carriera. Non vuole che lui possa avere una relazione con la figlia, quindi, solo perché i due sono in realtà fratellastri.
Jim-Sam, intanto, confuso dalle stranezze di Melinda, viene rassicurato da questa, che per la prima volta lo bacia.
- Altri interpreti: Kendall Schmidt, Gretchen Egolf, Brian McNamara, Will Rothhaar, Romy Rosemont, Brittany Curran, Kenneth Mitchell.

- Ascolti Italia: telespettatori 2 518 000 – share 12,97%[9]

## La confraternita
- Titolo originale: Greek Tragedy
- Diretto da: Karen Gaviola
- Scritto da: Christina M. Kim

### Trama
Il rito di iniziazione di una confraternita femminile: girare incappucciate nei boschi, seminude e al freddo della notte, alla ricerca di alcuni oggetti. Ma quando Courtney, una delle matricole, si perde, tutta la città di Grandview si attiva per le ricerche, così come Eli e Melinda, che ricevono la visita di una ragazza incappucciata, e che quindi già disperano di trovarla ancora in vita.
Ma la ragazza resiste ancora nei boschi: lo spirito che vedono è quello di Rebecca, una volta membro anziano della confraternita. Era una delle ragazze che organizzavano le iniziazioni dei nuovi membri, con prove davvero crudeli: è morta molti anni prima, nel tentativo di soccorrere segretamente una matricola, impietosita dalle sue lacrime disperate. È in quella occasione che ha deciso di far cessare queste terribili prove, e anche da morta ci sta provando: forse, se Courtney morisse, la confraternita abbandonerebbe questo genere di riti.
Melinda riesce a persuadere Rebecca che non è quella la soluzione, anzi, il fantasma le rivelerà dove cercarla. Una tv riprende il momento del ritrovamento, e Sam-Jim vede anche Melinda in prima fila fra i soccorritori: peccato che la ragazza avesse sempre detto di trovarsi al quartier generale dei volontari, a rispondere al telefono, e conferma questa versione anche al ritorno a casa.
- Ascolti Italia: telespettatori 2 629 000 – share 13,85%[9]

## L'acchiappafantasmi
- Titolo originale: Ghost Busted
- Diretto da: John Behring
- Scritto da: P.K. Simonds e Mark B. Perry

### Trama
Melinda chiede a Eli di stare vicino a Linus, un acchiappafantasmi, per scoprire chi è il fantasma che abita nella vecchia casa e di farlo passare oltre: i due individuano il fantasma in più occasioni e scoprono che con ogni probabilità potrebbe appartenere a Evelyn, un’anziana donna che abitava in quella casa che è scomparsa senza lasciare traccia.
Sam, intanto, crede che Melinda gli stia nascondendo qualcosa e prova a fare delle ricerche su di lei, poi parla con Delia che gli dice di darle tempo e di mantenere la “mente aperta” qualora lei vorrà parlargli, anche se Sam non capisce a cosa allude.
Eli e Linus provono a seguire il fantasma che li conduce in una stanza al cui interno sono presenti delle scatole di preparati per torte vuote, ma all’interno di una di queste viene trovato un libretto di risparmi: nell’ultimo prelievo la donna aveva prelevato tutti i suoi risparmi, poco dopo poi è scomparsa.
Secondo Eli si tratta di omicidio e di furto, ma Melinda continua a essere un po' scettica. Il fantasma conduce la Gordon, Eli e Linus in un seminterrato, al cui interno viene trovato lo scheletro di Evelyn: non si è trattato di omicidio, il chiavistello si era semplicemente bloccato e lei era rimasta dentro, mentre a prelevare i suoi risparmi era stata la polizia.
L’unica cosa che non torna è che il fantasma che li ha guidati. Melinda ho visto chiaramente lo spirito di un uomo e non di una donna. A quel punto, Melinda ipotizza che tale spirito abbia a che fare proprio con Linus e difatti parlando con Carry, ex fidanzata del ragazzo, Melinda scopre che si tratta proprio del padre di lei.
Nel frattempo, Melinda riesce finalmente a dire a Sam di riuscire a vedere i fantasmi sin da piccola, ma è facile prevedere la sua reazione.
La Gordon aiuta lo spirito a passare oltre, non prima di chiarire con Linus e Carry: dopo aver inizialmente giudicato male Linus, adesso voleva aiutarlo affinché venissero riconosciute le sue capacità e affinché potesse riavvicinarsi a sua figlia.
Sam si reca da Melinda e si scusa per il modo in cui si è comportato: ha capito che lei ha avuto bisogno di un bel po' di tempo per riuscire a parlargli del suo dono, adesso è lui che ha bisogno del suo tempo per potersi abituare all’idea.
- Altri interpreti: Patrick J. Adams, Michael O'Neill, Edwin Hodge, Linara Washington, Patrick Labyorteaux, Kenneth Mitchell.

- Ascolti Italia: telespettatori 2 336 000 – share 13,06%[10]

## Illusioni a Grandview
- Titolo originale: Delusions of Grandview
- Diretto da: Jefery Levy
- Scritto da: Laurie McCarthy e Mark B. Perry

### Trama
Sam fa alcune domande a Melinda incuriosito dal suo dono e lei cerca di spiegargli a grandi linee come usa il suo potere, poi i due vanno insieme in una scuola dove prima risiedeva una clinica, e qui Melinda nota gli spiriti di tre pazienti che sono ancora lì. Melinda è alquanto preoccupata, in quanto i fantasmi possono interagire con i bambini, quindi si reca nella scuola insieme a Sam e qui nota che uno spirito sta insegnando ai bambini una canzone in francese.
Attraverso delle ricerche, Melinda ed Eli scoprono lo spirito che sta interagendo con i bambini appartiene a una ragazza di nome Greer che ha soffocato il suo bambino e che soffriva di psicosi post parto. Le stranezze si cominciano a manifestare quando uno dei bambini scrive sulla lavagna una frase inquietante "sarò buono quando sarò morto" e subito dopo tutti i bambini spariscono per poi venire ritrovati nel parco, ma la verità è che Greer non vuole fare del male ai bambini bensì sta solo cercando di proteggerli. Insieme a Sam, Melinda torna nuovamente nella struttura e qui si imbatte in una porta che conduce a un sotterraneo: qui Melinda ha una visione e scopre che la ragazza è morta per via dell’elettroshock e che accanto a lei prima di morire c'era un certo Dottor Bird, uno dei medici citati continuamente nel diario di Greer.
Eli e Melinda facendo delle ricerche scoprono che il figlio di Greer non è morto ma è ancora vivo: questi racconta a Eli che sua madre era malata e volevano tenerla lontana da lui; le sedute di elettroshock erano state richieste da lei perché voleva migliorare.
Tuttavia mentre indagano scoprono che tra i medici presenti nella struttura a quel tempo non c'era nessun Dottor Bird. Eli e Delia risolvono il quesito: l'uomo in realtà era morto prima delle sedute della ragazza, quindi non era altri che il suo spirito che l’ha manipolata.
Parlando con lo spirito della ragazza, Melinda capisce che lei sta solo cercando di proteggere i bambini da lui: ha insegnato loro quella canzone così che possano avvisarla ogni volta che lui si avvicina a loro. Lei crede di aver ucciso suo figlio e si sente tremendamente in colpa per questo, ma Melinda la rassicura dicendole che in realtà suo figlio è vivo e che il Dottor Bird le ha mentito. Melinda vuole aiutare anche gli amici dello spirito, anche loro manipolati dal Dottor Bird, a passare oltre, ma nel frattempo ha una discussione con Sam che sembra volersi tirare indietro: Melinda, a quel punto, gli racconta tutta la verità e gli rivela che nel suo corpo risiede lo spirito di Jim, suo marito.
Accompagnata da Eli, Melinda aiuta gli spiriti a passare oltre, e anche lo spirito della ragazza, non prima di aver salutato e chiarito, grazie a Melinda, con il figlio.
Sam parla con Melinda: lui crede che lei non ha accettato la morte del marito e che i suoi ricordi legati al Jim sono solo frutto delle cose che lei gli sussurrava quando dormiva in ospedale. Lui pensa che lei abbia bisogno di un professionista che la aiuti, ma, nonostante abbia fatto di tutto per farlo ragionare, Melinda gli dice di prendere le sue cose e andare via.
Tutto questo mentre Sam viene osservato dallo spirito del dottor Bird.
- Ascolti Italia: telespettatori 2 535 000 – share 14,91%[10]

## Atto di fede
- Titolo originale: Leap of Faith
- Diretto da: Ian Sander
- Scritto da: P.K. Simonds e Laurie McCarthy

### Trama
Mentre Sam/Jim sta riordinando le sue cose per andarsene, cerca, invano, di parlare con Melinda al cellulare per chiarire la loro situazione. Melinda non vuole parlargli: nonostante Jim sia entrato nel corpo di Sam, l'uomo che ha di fronte a sé non è più il marito che
ha tanto amato, perché non dimostra di avere fede in lei e in quello che fa.
Mentre sta rientrando nel suo negozio, a tarda sera, dopo una serata con Delia, Melinda scopre che un uomo si è intrufolato nel suo
negozio. L'uomo, Ben, scappa attraverso i tunnel. Il dottor Bird racconta a Melinda che ci sono molti altri uomini come Ben, ora non
si sentirà più al sicuro. Eli scopre che Ben è un "trattenuto", un'anima incarnatasi nel corpo di un altro uomo. Il dottor Bird avverte Melinda che Sam/Jim starà sempre peggio: confusione, amnesia, rabbia sono i prezzi da pagare per aver ingannato la morte, Melinda è convinta che Jim sia più forte. Bird conclude che se aiuterà Ben, indirettamente riuscirà ad aiutare Jim.
Ned porta a Jim un oggetto importante che aveva dimenticato nel garage di Melinda: è la sua agenda giornaliera, quella su cui appunta ogni ricordo o promemoria. Dalla sua lista, però, spunta sempre il nome "Carter", senza sapere chi sia. Ned gli suggerisce di andare in un negozio di biciclette che si chiama Carter, perché Jim era appassionato di ciclismo. Sam/Jim continua a non credere.
Eli parla con la moglie di Ben, scoprendo che Ben parlava di una certa Clarissa, nel frattempo Ben viene arrestato perché spia una donna di nome Clarissa.
Il dottor Bird racconta che quello di Ben è soltanto un esperimento mal riuscito: il tentativo di far rivivere un uomo nel corpo di un altro. Melinda comprende che il vero scopo dello psichiatra è quello di ritornare in vita egli stesso.
Insieme a Eli si introduce nell'appartamento di Ben, spiegandogli che i frammenti di ricordi che possiede provengono dalla sua vita precedente, tenteranno di spiegare a Clarissa, la moglie di Joseph incarnatosi in Ben, quello che è accaduto.
Sam/Jim va nel negozio di Carter per tentare di ricordare qualcosa: scopre che Jim doveva ritirare una bici, una sorpresa per Melinda.
Clarissa, al negozio da Melinda, non crede che Joseph si sia reincarnato, Joseph la tradiva e lo avrebbe lasciato. Ben ascolta tutto
e disperato fugge attraverso i tunnel; si rinchiude in una camera-stagna, rompe una conduttura dell'acqua e la stanza si allaga.
Il dottor Bird avverte Melinda che corre a cercarlo. Ben riesce a salvarsi, la porta della camera stagna cede, i locali iniziano ad allagarsi e Melinda rischia di affogare.
Il dottor Bird decide di aiutarla e contatta Eli. Sam/Jim, che era con lui, lo segue incredulo. Eli non sa nuotare, ma vuole tentare il tutto per tutto. Sam/Jim cerca di dissuaderlo, ma poi comprende le motivazioni di Eli, decide di fidarsi (un atto di fede) e seguendo le indicazioni
che Bird ha dato a Eli si immerge. Cerca di raggiungere lo stanzino dove si trova Melinda, ma mentre nuota lo zaino che Eli gli ha dato si impiglia in una tubatura. Rivede per un istante ciò che è accaduto a Jim. Riesce a liberarsi, ma si sente male e ricorda tutto ciò che ha vissuto Jim. Sviene, Melinda lo salva, risvegliatosi, Jim non ricorda più nulla di Sam o di quello che è successo dopo la sua morte.
Melinda parla con Ben, che la ringrazia perché è riuscita a fare chiarezza nella sua vita: ora ha una seconda chance.
Il dottor Bird rivela a Melinda che è sempre stato spaventato dalla luce, spaventato dall'amore ma finalmente, ora, può passare oltre.
Melinda porta a casa Jim e gli spiega tutto ciò che è successo.
- Altri interpreti: Michael O'Keefe, Mark Pellegrino, Ion Overman, Chad Morgan, Stephanie Michels, Kenneth Mitchell.

## Emozioni mortali
- Titolo originale: Thrilled to Death
- Diretto da: Gloria Muzio
- Scritto da: Laurie McCarthy e Jeannine Renshaw

### Trama
Tutto incomincia con Melinda e Jim nel loro salotto di casa. Jim sembra preoccupato perché Melinda sembrerà una "vedova allegra" ma lei lo rincuora dicendo di non preoccuparsi e che tutto si sarebbe risolto per il meglio.
Melinda quel giorno deve, con l'aiuto di Eli, occuparsi di un fantasma, molto arrabbiato con una ragazza perché si rifiuta di dire la verità, tutto però alla fine si risolve per il meglio: il fantasma passa oltre e la ragazza capisce gli errori fatti.
Nel frattempo Jim capisce che la vita passata è impossibile da recuperare, decide così di andare avanti cercando di far avverare un suo grande sogno: fare il medico.
Consulta gli esami di Sam e con sua grande sorpresa si rende conto che potrà risparmiare un anno di studio.
La Puntata finisce con un bacio tra Jim e Melinda nella loro camera da letto.
- Guest star: Hilary Duff

## Destini incrociati
- Titolo originale: Stage Fright
- Diretto da: Eric Laneuville
- Scritto da: Mark B. Perry

### Trama
Delia acconsente a far girare nel negozio di antiquariato che gestisce con Melinda, una puntata della serie "Destini incrociati". Melinda, riluttante accetta. Mentre stanno partecipando a uno show con gli attori della serie, all'università di Granview, Melinda vede un fantasma con una ferita d'arma da fuoco alla tempia che cerca di boicottare la serata e che le dice che qualcuno dei personaggi "uscirà con il botto". Melinda scopre che quel fantasma è Miles, un ragazzo morto anni prima sul palcoscenico durante uno spettacolo teatrale in cui partecipavano proprio gli attori della serie, con una giovane donna che, quella sera, era tra il pubblico (Brooke). Si scopre che il personaggio interpretato da Grant nella serie deve morire ucciso da Susane. Eli teme che in quella scena possa succedere qualcosa di terribile. Melinda partecipa alle riprese, ma a causa del fantasma, viene ferita a una mano.
L'antiquaria crede che i quattro ragazzi siano responsabili della morte di Miles. Li riunisce per chiarire la situazione, ma è lo stesso Miles ad ammettere di aver modificato la pistola usata nella scena della morte del suo personaggio, ha iniziato a tormentare i suoi amici perché non vuole che rinuncino ai loro sogni.
Jim/Sam accompagna Melinda in ospedale per una radiografia alla mano, qui lei scopre di essere incinta di 8 settimane, perciò da prima dell'incidente di Jim.
- Altri interpreti: Johnny Pacar (Miles), Kellie Martin (Cally, regista e produttrice del programma), Thad Luckinbill (Grant), Lesli Kay (Susane), Amelia Heinle (Brooke).

## Casa di bambole
- Titolo originale: Cursed
- Diretto da: Kim Moses
- Scritto da: Laurie McCarthy

### Trama
Melinda racconta a Delia di essere incinta, tuttavia non riesce più a trovare la catenina con le fedi del matrimonio di Jim, che portava sempre con sé. Nell'episodio ha a che fare con una bambina, Drew, che riesce a parlare con le bambole della sua casetta. Melinda scopre che nelle bambole sono intrappolate le anime di una famiglia morta accidentalmente in seguito a una fuga di gas. Gli spiriti vogliono proteggere Emma, l'unica a essere scampata alla tragedia, da sua zia Lucy, che credono essere responsabile della loro morte, per accaparrarsi l'eredità.
Melinda aiuta a chiarire la situazione, Lucy è innocente, continuerà a proteggere Emma per sempre.
Uscita dal negozio, Melinda si mette a cercare le fedi in macchina, Sam/Jim la sorprende, Melinda gli rivela di aver perso i loro anelli, ma è stato proprio Jim a prenderli in prestito, per far incidere la scritta "Forever" sull'anello di Melinda. Le chiede di sposarlo e lei accetta.
- Altri interpreti: Michelle Page (Emma), Darcy Rose Byrnes (Drew, la cuginetta di Emma), Bellamy Young (Lucy)

## Amore senza fine
- Titolo originale: Endless Love
- Diretto da: Ian Sfander
- Scritto da: P.K. Simonds

### Trama
Dopo un breve riepilogo, la puntata si apre con Melinda che, a casa di Delia, sta programmando il suo matrimonio mentre in salotto Ned sta organizzando un gruppo di studio con dei suoi amici. Serena, una di questi, arriva leggermente in ritardo perché non riusciva a trovare il suo quaderno e, mentre la ragazza si scusa con Ned, Melinda vede che è perseguitata dal fantasma di un ragazzo.
Serena torna a casa ma i suoi non sono ancora arrivati e, quando decide di andare a dormire, viene colta da sonnambulismo ed esce dall'abitazione.
La madre di Serena torna a casa e scopre che la figlia non c'è e che la finestra della camera di Serena è aperta; preoccupata chiama Delia che avvisa la polizia.
Serena viene trovata a vagare per le strade di Grandview in stato di trance e cosparsa di terra rossa.
Il giorno dopo, a scuola, Ned le chiede come sta ma la ragazza gli dice di abbassare la voce perché non vuole far sapere in giro ciò che le è accaduto e, quando Serena apre il suo armadietto, escono delle farfalle sfinge e dei fiori di plumeria. In classe Serena parla con Jonathan, un suo compagno, mostrandogli i fiori e dicendogli che "conosce il suo segreto", ma vengono interrotti da Ned che rimane sospettoso al riguardo.
Intanto Melinda va a parlare con la madre di Serena e le rivela il suo dono, spiegando il sonnambulismo come un'influenza da parte di uno spirito, ma vengono interrotte proprio da Serena, che è tornata da scuola e inizia a litigare con sua madre riguardo al padre, definendolo un bugiardo.
Melinda torna al negozio e telefona a Eli, seduto in un caffè in centro, per spiegargli la situazione: lei è convinta, infatti, che il fantasma sia contrario all'amicizia tra Serena e Jonathan.
Melinda riattacca perché Serena si presenta al negozio con l'intenzione di parlare; la sensitiva rivela alla ragazza di poter comunicare con i morti e le chiede di Jonathan, scoprendo che i due ragazzi hanno soltanto gli stessi interessi come libri, film, ecc.
Melinda chiarisce con Serena il fatto che il fantasma che la perseguita pensa a qualcosa di diverso ma Serena rimane piuttosto perplessa di fronte alla parola "fantasma".
Melinda decide di richiamare Eli, piuttosto offeso dal fatto che prima abbia riattaccato, per fare il punto della situazione, quando Eli vede Zoe, la sua ex-ragazza e professoressa dell'occulto, e, a sua volta, riattacca. Zoe non capisce come mai Eli le faccia tante domande sul sovrannaturale, dato che quando stavano insieme lui era molto scettico al riguardo. Eli allora le rivela di sentire i morti sperando di poter riallacciare una storia con la donna, ma lei lo aiuta soltanto dicendogli che i segni mandati dal fantasma (fiori di plumeria, farfalle sfinge, ecc.) hanno a che fare con i vampiri, quindi il fantasma potrebbe credersi un vampiro.
Melinda cerca su internet i nomi delle persone morte a causa di malattie del sangue e trova il fantasma: Andrew Carlin.
Serena conferma di conoscere Andrew, erano amici anche se da qualche anno non si sentivano più ma quando Melinda le chiede informazioni riguardo ai vampiri Serena risponde che lei e Andrew si sono conosciuti scrivendo un annuario su di essi, poi corre via.
Arrivata a casa Serena litiga con i suoi genitori, non capendo perché sua madre si ostini a restare con suo padre anche se lui la tradisce.
Disperata la ragazza corre in camera dove Andrew la sprona a scappare e a raggiungere il cimitero, Serena lo segue e si chiude in una cripta aspettando di morire asfissiata.
La madre scopre che è scappata e chiama Melinda, la quale spiega ad Andrew che se ama davvero Serena non deve farla morire. Il fantasma guida la sensitiva fino alla cripta, Serena si salva e, dopo aver visto che la ragazza si è riconciliata con i suoi genitori, Andrew passa oltre.
- Altri interpreti: Alexa Vega (Serena), Jake Thomas (Andrew), Jaclyn DeSantis (Zoe Ramos), Gail O'Grady (madre di Serena), Andrew James Allen (Jonathan), Erich Anderson (padre di Serena)

## Il libro dei cambiamenti
- Titolo originale: Book of Changes
- Diretto da: John Gray
- Scritto da: John Gray

### Trama
Continuano i preparativi del matrimonio, mentre è al negozio a provare l'abito da sposa, entra il wedding planner ingaggiato dalla madre di Melinda (che non potrà essere presente durante l'organizzazione del matrimonio) a sconvolgere tutte le decisioni che lei e Sam/Jim hanno preso. Melinda confida a Eli di aver avuto un incubo in cui ha sognato di partorire dei gattini, ma Eli la tranquillizza dicendo che è normale e che ciò accade a tutte le mamme in dolce attesa, le racconta inoltre di aver visto Zoe (la sua ex fidanzata) a pranzo con un avvocato, Jeremy Bishop.
La sera stessa Eli assiste impotente al furto di un prezioso libro antico appartenente a una collezione dell'università su cui Zoe ha studiato e che cerca di preservare, ma che il rettore dell'università di Grandview è intenzionato a vendere.
Fuori dall'università, dopo aver raccontato alla polizia come si sono svolti i fatti, Eli chiede a Zoe di uscire a cena con lui: devono riuscire a stabilire almeno un rapporto d'amicizia.
Melinda inizia ad avere visioni di una bimba senza volto con un libro in mano che le dice che non riuscirà a "salvarla", ma Melinda non riesce a comprendere a cosa si riferisca. Eli, preoccupato perché Zoe non si presenta a cena, va a casa sua dove la sente dirgli di andarsene. Decide di entrare dal retro e trova il suo corpo senza vita sulle scale. Mentre lo spirito di Zoe ribadisce di andarsene, Eli riconosce, seduto nell'angolo della stanza e in evidente stato di shock, il ladro del libro.
Dopo che la polizia ha interrogato Eli, lui e Melinda, parlano con lo spirito di Zoe che non vuole passare oltre e che dice di sapere cosa deve fare. Eli scopre che l'avvocato, Jeremy, che stava pranzando con Zoe è il rappresentante dei compratori della collezione di libri in vendita, vuole recuperare a ogni costo il libro che è stato rubato.
Jeremy decide di andare in prigione per parlare con il ladro del libro e per capire dove l'ha nascosto. Mentre stanno parlando, compare un osservatore, Carl, che ottenebra la mente del ladro affinché non riveli nulla e contatta Eli perché il libro dei cambiamenti sia da lui recuperato e custodito, a patto che Melinda non lo veda e non lo tocchi.
In ansia a causa delle sue visioni, Melinda racconta tutto a Sam/Jim, che le rivela che dopo l'ultima ecografia ha scoperto involontariamente che avranno un maschietto: la visione della bambina senza volto non può riguardare il loro bambino.
Durante una festa con le sue amiche, per la nascita del bambino, Melinda, sfogliando il "libro dei nomi" regalatole, vede l'immagine di suo figlio, tra le sue braccia, infrangersi e ingrigirsi sempre più. Eli si presenta alla festa di Melinda, lei gli racconta tutto e lui, usando una scappatoia, riesce a mostrarle una pagina digitalizzata del libro che sta proteggendo.
Nella pagina è presente un elenco di nomi e numeri con una frase sibillina: Melinda ora vuole vedere a ogni costo il libro. Eli la porta a casa propria e le consegna il libro, in questo modo riesce a capire che i numeri vicino ai nomi nell'elenco riportano informazioni del passato, date relative alla morte dei suoi cari (Andrea, Jim, Sam), dell'incidente di Eli e della morte di Zoe.
In un'altra pagina è riportato il nome di Melinda con vicino i numeri 2509, quella pagina rappresenta il futuro, quella è la data del parto.
Eli comprende che la frase "Lei aiuta l'ascoltatore a raggiungere i morti" si riferisce proprio a Zoe. Va a cercare il suo spirito, le racconta che Melinda è terrorizzata dal fatto che possa accadere qualcosa al suo bambino, ma Zoe lo rassicura: l'altro lato sta solo cercando di spaventarla, ma non sa altro. Aggiunge poi che ora è compito di Eli proteggere il libro, difendendolo da tutti coloro che vogliono impossessarsene. Eli le promette che ne diverrà il custode, le rivela i propri sentimenti e la convince a passare oltre.
Melinda cerca l'osservatore, le racconta che stanno cercando di spaventare sia lei che il nascituro, le intima di istruirlo in fretta, assicurandola che c'è molta energia bianca intorno a loro, molti spiriti la osservano, ma deve stare molto attenta. Melinda chiede se suo figlio potrà "vedere" come lei e il custode dopo un laconico no sparisce per poi ricomparirle alle spalle e sussurrarle "Potrà fare molto di più, davvero molto di più!". Melinda torna al negozio, dove Sam/Jim la rapisce dall'organizzatore di matrimoni e la porta in abito bianco nella strada dove si sono conosciuti e dove li attende un prete che li sposa. Sono presenti solo gli sposi, i testimoni (Eli e Delia), il prete e tutti gli spiriti bianchi di cui parlava Carl.
- Altri interpreti: David Clennon (Carl, l'osservatore), Jaclyn DeSantis (Zoe Ramos), Jason Brooks (Jeremy Bishop), Bruce Davison (rettore Joshua Betford)